# Espelette
Espelette (prononcer [ɛspəlɛt] ; Ezpeleta en basque) est une commune française, située dans le département des Pyrénées-Atlantiques en région Nouvelle-Aquitaine.
Le gentilé est Ezpeletar.

## Géographie

### Localisation
La commune d'Espelette se trouve dans le département des Pyrénées-Atlantiques, en région Nouvelle-Aquitaine et est frontalière avec l'Espagne (Communauté forale de Navarre).
Sur le plan historique et culturel, Espelette fait partie de la province du Labourd, un des sept territoires composant le Pays basque,. Le Labourd est traversé par la vallée alluviale de la Nive et rassemble les plus beaux villages du Pays basque. Depuis 1999, l'Académie de la langue basque ou Euskalzaindia divise le territoire du Labourd en six zones,. La commune est dans la zone Lapurdi Garaia (Haut-Labourd), au sud de ce territoire.
Elle se situe à 122,4 km par la route de Pau, préfecture du département, à 22,0 km de Bayonne, sous-préfecture, et à 6,2 km de Cambo-les-Bains, bureau centralisateur du canton de Baïgura et Mondarrain dont dépend la commune depuis 2015 pour les élections départementales.
La commune fait en outre partie du bassin de vie de Cambo-les-Bains.
Les communes les plus proches sont : 
Souraïde (2,2 km), Larressore (3,4 km), Itxassou (3,6 km), Cambo-les-Bains (4,2 km), Halsou (4,3 km), Jatxou (5,5 km), Ainhoa (5,6 km), Ustaritz (6,6 km).

### Communes limitrophes
La commune est frontalière avec l'Espagne (Navarre) au sud par un quadripoint.
Les communes limitrophes sont Ainhoa, Itxassou, Larressore, Souraïde, Ustaritz et Baztan.
| Ustaritz | Larressore                            |          |
| Souraïde | Espelette                             | Itxassou |
| Ainhoa   | Baztan (Espagne) (par un quadripoint) |          |

### Hydrographie

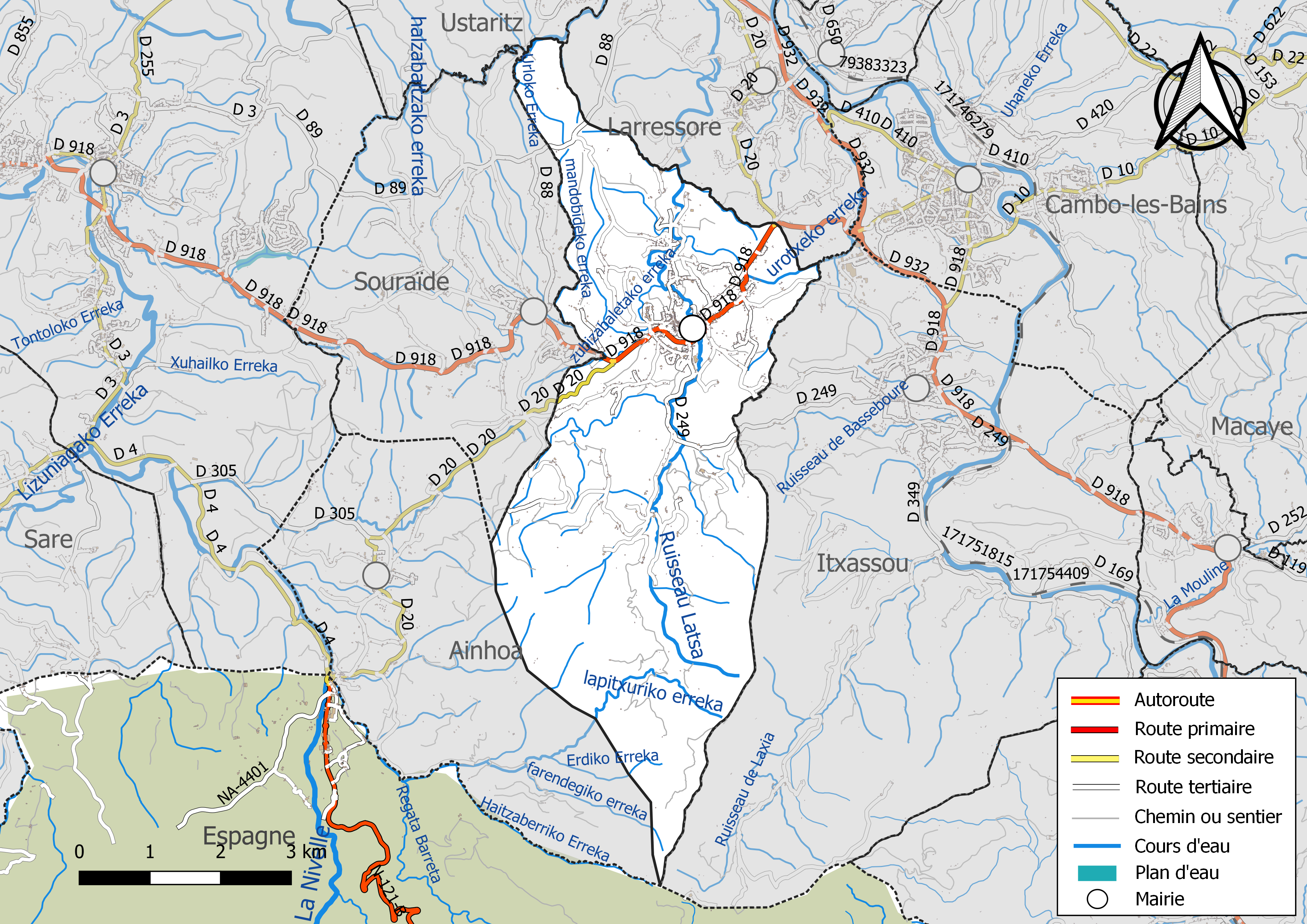
Réseaux hydrographique et routier d'Espelette.

Située dans le bassin versant de l'Adour, la commune est traversée par le ruisseau Latsa (ainsi que son affluent, le ruisseau de Zubizabaleta et le tributaire de ce dernier, le ruisseau de Mandopixa) et le ruisseau d' Urotxe (affluents de la Nive).
Un affluent du ruisseau d' Antzara, l'Urloko erreka, traverse également la commune.
Le ruisseau de Larre, tributaire de la Nivelle est également présent sur les terres de la commune, ainsi que ses affluents, les ruisseaux de Farrendegi et d' Erdi.

### Climat
Le climat qui caractérise la commune est qualifié, en 2010, de « climat de montagne », selon la typologie des climats de la France qui compte alors huit grands types de climats en métropole. En 2020, la commune ressort du même type de climat dans la classification établie par Météo-France, qui ne compte désormais, en première approche, que cinq grands types de climats en métropole. Pour ce type de climat, la température décroît rapidement en fonction de l'altitude. On observe une nébulosité minimale en hiver et maximale en été. Les vents et les précipitations varient notablement selon le lieu.
Les paramètres climatiques qui ont permis d’établir la typologie de 2010 comportent six variables pour les températures et huit pour les précipitations, dont les valeurs correspondent à la normale 1971-2000. Les sept principales variables caractérisant la commune sont présentées dans l'encadré ci-après.
| Paramètres climatiques communaux sur la période 1971-2000 - Moyenne annuelle de température : 13,9 °C - Nombre de jours avec une température inférieure à −5 °C : 0,9 j - Nombre de jours avec une température supérieure à 30 °C : 3,7 j - Amplitude thermique annuelle : 12,3 °C - Cumuls annuels de précipitation : 1 627 mm - Nombre de jours de précipitation en janvier : 13,3 j - Nombre de jours de précipitation en juillet : 9,1 j |

Avec le changement climatique, ces variables ont évolué. Une étude réalisée en 2014 par la Direction générale de l'Énergie et du Climat complétée par des études régionales prévoit en effet que la  température moyenne devrait croître et la pluviométrie moyenne baisser, avec toutefois de fortes variations régionales. La station météorologique de Météo-France installée sur la commune et en service de 1974 à 2020 permet de connaître l'évolution des indicateurs météorologiques. Le tableau détaillé pour la période 1981-2010 est présenté ci-après.
| Mois                                  | jan.             | fév.        | mars          | avril           | mai             | juin         | jui.           | août           | sep.           | oct.          | nov.            | déc.          | année      |
| ------------------------------------- | ---------------- | ----------- | ------------- | --------------- | --------------- | ------------ | -------------- | -------------- | -------------- | ------------- | --------------- | ------------- | ---------- |
| Température minimale moyenne (°C)     | 4,5              | 4,6         | 6,3           | 7,8             | 11              | 14,1         | 16,1           | 16,3           | 13,8           | 11,4          | 7,3             | 5,2           | 9,9        |
| Température moyenne (°C)              | 8,3              | 8,9         | 11,1          | 12,6            | 15,9            | 18,7         | 20,7           | 21             | 18,9           | 15,9          | 11,2            | 8,9           | 14,4       |
| Température maximale moyenne (°C)     | 12,2             | 13,2        | 15,9          | 17,3            | 20,8            | 23,4         | 25,3           | 25,7           | 23,9           | 20,3          | 15,2            | 12,7          | 18,9       |
| Record de froid (°C) date du record   | −13,7 09.01.1985 | −9 12.02.12 | −8,5 01.03.05 | −1,4 04.04.1996 | 1 05.05.19      | 5,5 01.06.06 | 8,5 04.07.1980 | 7,2 30.08.1986 | 3,2 21.09.1977 | −1,3 16.10.09 | −7,7 23.11.1988 | −8 25.12.01   | −13,7 1985 |
| Record de chaleur (°C) date du record | 23,5 24.01.16    | 28 27.02.19 | 31 21.03.1990 | 32,5 30.04.05   | 36,5 30.05.1996 | 40 30.06.15  | 41 30.07.20    | 41,5 04.08.03  | 39 07.09.16    | 33 04.10.04   | 28,5 08.11.15   | 26 03.12.1985 | 41,5 2003  |
| Précipitations (mm)                   | 155,5            | 135,1       | 134,2         | 160,5           | 135,8           | 103,3        | 85,1           | 111,7          | 131,9          | 155,7         | 194,8           | 168,7         | 1 672,3    |

### Milieux naturels et biodiversité

#### Réseau Natura 2000
Le réseau Natura 2000 est un réseau écologique européen de sites naturels d'intérêt écologique élaboré à partir des Directives « Habitats » et « Oiseaux », constitué de zones spéciales de conservation (ZSC) et de zones de protection spéciale (ZPS).
Deux sites Natura 2000 ont été définis sur la commune au titre de la « directive Habitats », : 
- le « massif du Mondarrain et de l'Artzamendi », d'une superficie de 5 792 ha, présentant une densité de milieux à caractère tourbeux et la présence d’espèces spécifiques au territoire, liées aux conditions de confinement et d’humidité importants des vallons du massif[23] ;
- « la Nive », d'une superficie de 9 473 ha, un des rares bassins versants à accueillir l'ensemble des espèces de poissons migrateurs du territoire français, excepté l'Esturgeon européen[24] ;

#### Zones naturelles d'intérêt écologique, faunistique et floristique
L’inventaire des zones naturelles d'intérêt écologique, faunistique et floristique (ZNIEFF) a pour objectif de réaliser une couverture des zones les plus intéressantes sur le plan écologique, essentiellement dans la perspective d’améliorer la connaissance du patrimoine naturel national et de fournir aux différents décideurs un outil d’aide à la prise en compte de l’environnement dans l’aménagement du territoire.
Une ZNIEFF de type 1 est recensée sur la commune, : 
le « massif du Mondarrain et vallon du Laxia » (1 481,03 ha), couvrant 2 communes du département et deux ZNIEFF de type 2,, : 
- les « montagnes et vallées des Aldudes, massifs du Mondarrain et de l'Artzamendi » (23 074,84 ha), couvrant 9 communes du département[27] ;
- le « réseau hydrographique et basse vallée de la Nivelle » (763,72 ha), couvrant 9 communes du département[28].

#### Autres milieux naturels

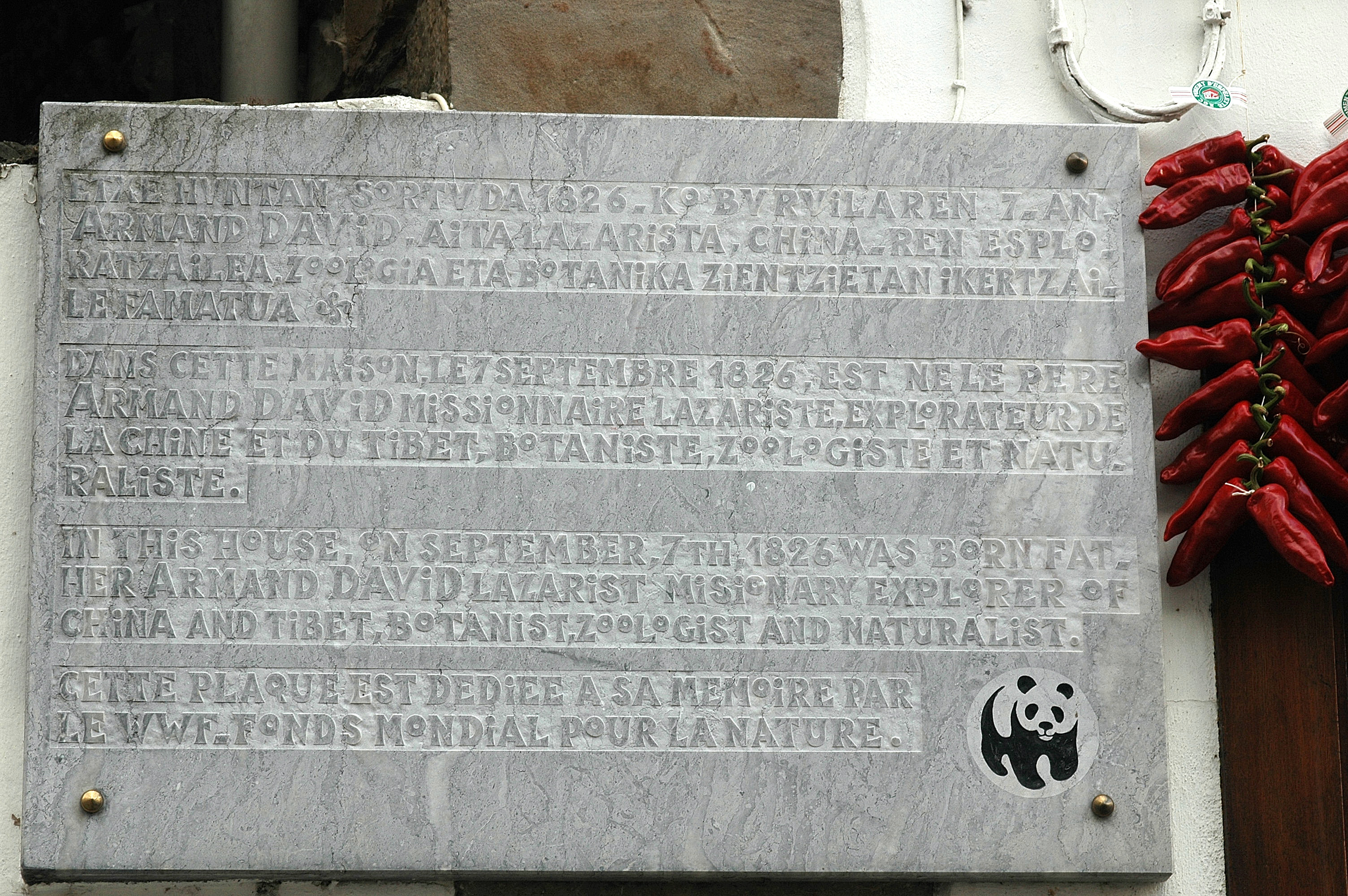
Plaque du WWF inaugurée par le cardinal Roger Etchegaray.

Les tourbières du Mondarrain sont un site naturel remarquable géré par le conservatoire d'espaces naturels d'Aquitaine depuis 1996, en partenariat avec les communes d'Itxassou et d'Espelette. Ces milieux humides sont d'une grande richesse écologique. Le massif du Mondarrain et de l'Artzamendi est inscrit au réseau Natura 2000. Il a fait l'objet d'un document d'objectifs rédigé par le CEN Aquitaine en partenariat avec l'EHLG (Euskal Herriko Laborantza Ganbara) et validé en avril 2013.

## Urbanisme

### Typologie
Au 1er janvier 2025, Espelette est catégorisée commune rurale à habitat dispersé, selon la nouvelle grille communale de densité à sept niveaux définie par l'Insee en 2022.
Elle appartient à l'unité urbaine de Bayonne (partie française), une agglomération internationale regroupant 28  communes, dont elle est une commune de la banlieue,,. Par ailleurs la commune fait partie de l'aire d'attraction de Bayonne (partie française), dont elle est une commune de la couronne,. Cette aire, qui regroupe 56 communes, est catégorisée dans les aires de 200 000 à moins de 700 000 habitants,.

### Occupation des sols

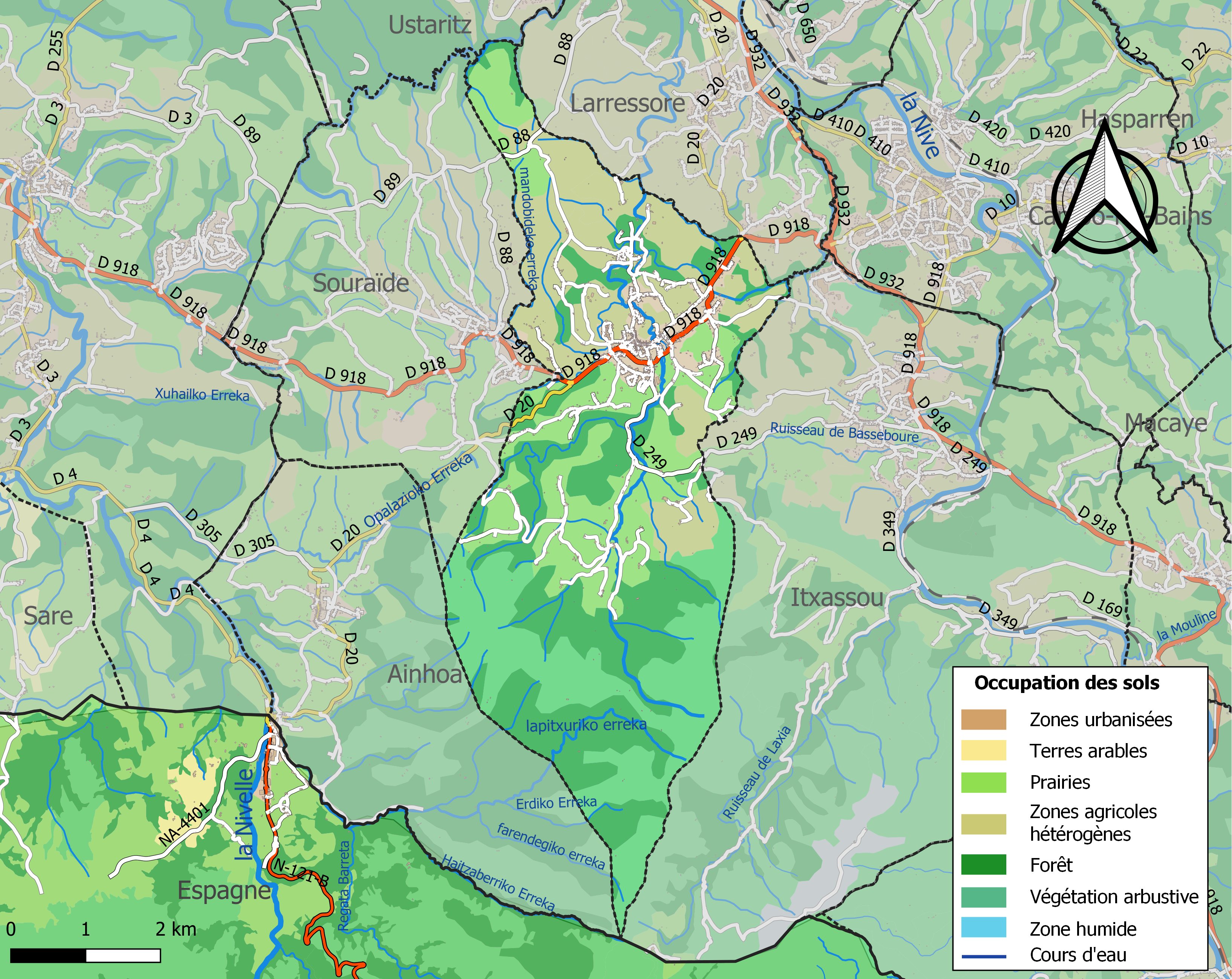
Carte des infrastructures et de l'occupation des sols de la commune en 2018 (CLC).

L'occupation des sols de la commune, telle qu'elle ressort de la base de données européenne d’occupation biophysique des sols Corine Land Cover (CLC), est marquée par l'importance des forêts et milieux semi-naturels (51,9 % en 2018), en augmentation par rapport à 1990 (50,9 %). La répartition détaillée en 2018 est la suivante : 
forêts (30,9 %), zones agricoles hétérogènes (21,9 %), prairies (21,4 %), milieux à végétation arbustive et/ou herbacée (21 %), zones urbanisées (4,8 %). L'évolution de l’occupation des sols de la commune et de ses infrastructures peut être observée sur les différentes représentations cartographiques du territoire : la carte de Cassini (XVIIIe siècle), la carte d'état-major (1820-1866) et les cartes ou photos aériennes de l'IGN pour la période actuelle (1950 à aujourd'hui).

### Lieux-dits et hameaux
Sur le cadastre napoléonien de 1839, la commune est divisée en cinq sections :
- Legañoa
- Xerrenda
- le Bourg
- Basaburu
- la Montagne

En 2012, le Géoportail recense les lieux-dits suivants :
- Abozé
- Agorréta
- Aguerréa
- Altzurénéa
- Alurrea
- Apetxekoborda
- Apeztegia
- Arotzénéa
- Arrosakoborda
- Atxulegi
- Barnetchéa
- Basaburu
- Belzakabieta
- Beltzaitipia
- Bergerie Ritou Mendi
- Berindoaga
- Betrikoenborda
- Bizkaiko Eihera
- Bordachaharréa
- Chanéténéa
- Charrenda
- Col des Troix Croix
- Condechengogaina
- Eiheraberria
- Erebi
- Erréka
- Erremuntenborda
- Etchéberria
- Etxeberria
- Etxegaraia
- Ferrando
- Frantchuya
- Gainekoborda
- Galanekoborda
- Gaztanbidéa
- Gorospil
- Haitzaga
- Haltia
- Handimendikoborda
- Haroztéguia
- Harriagakoborda
- Hartxu
- Hego Alde
- Irazabalea
- Ithurrartea
- Kaminomendikobrda
- Kochéenéa
- Laharketa
- Lapitzaga
- Larraldéa
- Larrondoa
- Larrotza
- Marinenborda
- Matchinénéa
- Mazondoa
- Mehaxea
- Mehaxekoborda
- Menta
- Mikeluenborda
- Mont Bizkayluze
- Notarienborda
- Olhagaraia
- Olhainea
- Olhaxarekoborda, « La métairie (borda) de (ko) la forge (olha) du bois ».
- Pic d'Ezcondray
- Pic d'Ourrezti
- Pic du Mondarrain
- Segura
- Segurako Borda
- Ttulunteia
- Urlana
- Xarahandikoborda
- Zapataindeya
- Zedarrikoborda

### Voies de communication et transports
La commune est desservie par la route départementale D 20, entre Cambo-les-Bains et Ainhoa, et contournée par la D 249.
La ligne 49 du réseau Hegobus ainsi que la ligne 14 du réseau s'arrêtent à Espelette, ce qui permet de rejoindre les communes de Saint-Jean-de-Luz, Bayonne, Cambo-les-Bains, Ustaritz, Ascain...

### Risques majeurs
Le territoire de la commune d'Espelette est vulnérable à différents aléas naturels : météorologiques (tempête, orage, neige, grand froid, canicule ou sécheresse), inondations, feux de forêts, mouvements de terrains et séisme (sismicité moyenne). Il est également exposé à un risque particulier : le risque de radon. Un site publié par le BRGM permet d'évaluer simplement et rapidement les risques d'un bien localisé soit par son adresse soit par le numéro de sa parcelle.

#### Risques naturels
Certaines parties du territoire communal sont susceptibles d’être affectées par le risque d’inondation par une crue torrentielle ou à montée rapide de cours d'eau, notamment le ruisseau Latsa et l'Halzabaltzako erreka. La commune a été reconnue en état de catastrophe naturelle au titre des dommages causés par les inondations et coulées de boue survenues en 1982, 1983, 1993, 1995, 2007, 2009, 2013, 2018 et 2021,.
Espelette est exposée au risque de feu de forêt. En 2020, le premier plan de protection des forêts contre les incendies (PDPFCI) a été adopté pour la période 2020-2030. La réglementation des usages du feu à l’air libre et les obligations légales de débroussaillement dans le département des Pyrénées-Atlantiques font l'objet d'une consultation de public ouverte du 16 septembre au 7 octobre 2022,.
Les mouvements de terrains susceptibles de se produire sur la commune sont des affaissements et effondrements liés aux cavités souterraines (hors mines). Afin de mieux appréhender le risque d’affaissement de terrain, un inventaire national permet de localiser les éventuelles cavités souterraines sur la commune.

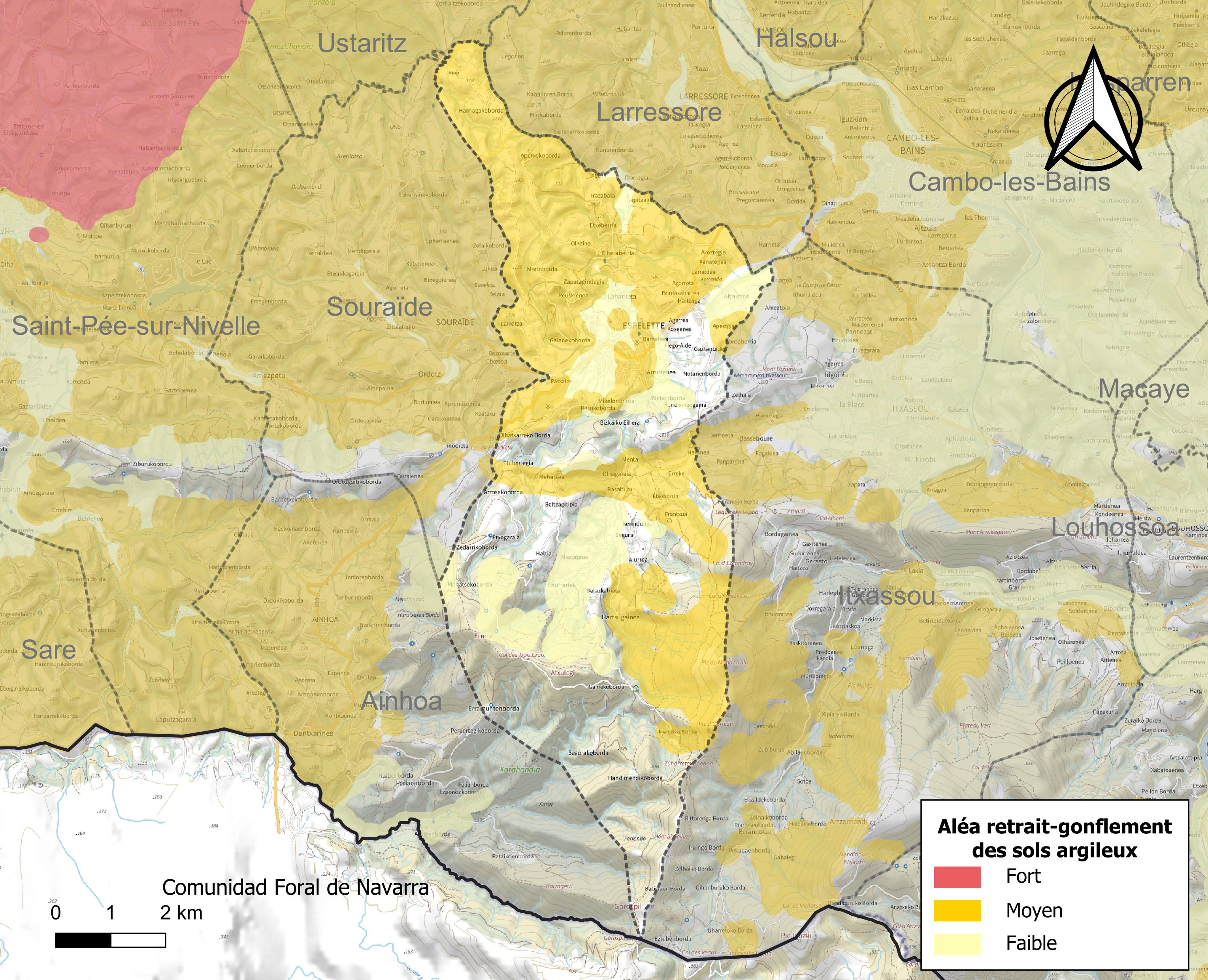
Carte des zones d'aléa retrait-gonflement des sols argileux d'Espelette.

Le retrait-gonflement des sols argileux est susceptible d'engendrer des dommages importants aux bâtiments en cas d’alternance de périodes de sécheresse et de pluie. 47,1 % de la superficie communale est en aléa moyen ou fort (59 % au niveau départemental et 48,5 % au niveau national). Depuis le 1er octobre 2020, en application de la loi ELAN, différentes contraintes s'imposent aux vendeurs, maîtres d'ouvrages ou constructeurs de biens situés dans une zone classée en aléa moyen ou fort,.

#### Risque particulier
Dans plusieurs parties du territoire national, le radon, accumulé dans certains logements ou autres locaux, peut constituer une source significative d’exposition de la population aux rayonnements ionisants. Selon la classification de 2018, la commune d'Espelette est classée en zone 3, à savoir zone à potentiel radon significatif.

## Toponymie

### Attestations anciennes
Le toponyme Espelette apparaît sous les formes 
Spelette et Espelete (respectivement 1233 et 1256, cartulaire de Bayonne), 
Ezpeleta (1384, collection Duchesne volume CX), 
Ispelette (1465, chapitre de Bayonne),
Espelette (1650, carte du Gouvernement Général de Guienne et Guascogne et Pays circonvoisins),
Sanctus Stephanus d'Espelette (1764, collations du diocèse de Bayonne) et Ezpeleta au XIXe siècle.
Le nom même de la feuille d'Espelette vient du basque ezpel, « buis », plus  le  suffixe  collectif  d'origine  latine  -eta : il s'agit donc d'un « endroit  planté de buis », autrement dit une buxaie, ou buissaie.

### Graphie basque
Son nom basque actuel est Ezpeleta.

## Histoire
Paul Raymond note que la baronnie d'Espelette dépendait du royaume de Navarre.
En 1059, Aznar, seigneur de Ezpeleta, était l'un des douze ricombres de Navarre. Plus tard les seigneurs suivants balancent entre le roi de Navarre et le roi d'Angleterre, seigneur de Labourd depuis 1193. En 1408, Bertrand de Ezpeleta reçoit du roi de Navarre Charles III la vicomté d'Erro. Une fois les Anglais chassés du Labourd, le roi de France Louis XI érige la seigneurie d'Espelette en baronnie (1462). La dernière baronne, Juliana, lègue tous ses biens à la paroisse en mourant (1694).
En 1790, le canton d'Espelette comprenait les communes d'Espelette, Larressore et Souraïde et dépendait du district d'Ustaritz.
En 1794, au plus fort de la Terreur, et à la suite de la désertion de quarante sept jeunes gens d'Itxassou, le Comité de salut public (arrêté du 13 ventôse an II - 3 mars 1794) fit arrêter et déporter une partie des habitants, plus de 4 000 hommes, femmes et enfants d'Ainhoa, Ascain, Espelette, Itxassou, Sare et Souraïde, décrétées, comme les autres communes proches de la frontière avec la Navarre (Espagne), « communes infâmes ». Cette mesure fut étendue à Biriatou, Cambo, Larressore, Louhossoa, Mendionde et Macaye.
Les habitants furent « réunis dans diverses maisons nationales, soit dans le district d'Ustaritz, soit dans celles de la Grande Redoute, comme de Jean-Jacques Rousseau ». En réalité, ils furent regroupés dans les églises, puis déportés dans des conditions très précaires à Bayonne, Capbreton, Saint-Vincent-de-Tyrosse et à Ondres. Les départements où furent internés les habitants des communes citées furent le Lot, le Lot-et-Garonne, le Gers, les Landes, les Basses-Pyrénées (partie béarnaise) et les Hautes-Pyrénées.
1600 au moins seront morts des suites de mauvais traitements. Le retour des survivants et le recouvrement de leurs biens furent décidés par une série d'arrêtés pris le 29 septembre et le 1er octobre 1794, poussés dans ce sens par le directoire d'Ustaritz : « Les ci-devant communes de Sare, Itxassou, Ascain, Biriatou et Serres, dont les habitants internés il y a huit mois par mesure de sûreté générale, n'ont pas été cultivées. Les habitants qui viennent d'obtenir la liberté de se retirer dans leurs foyers, demandent à grands cris des subsistances sans qu'on puisse leur procurer les moyens de satisfaire à ce premier besoin de l'homme, la faim. ». La récupération des biens ne se fit pas sans difficulté, ceux-ci avaient été mis sous séquestre mais n'avaient pas été enregistrés et avaient été livrés au pillage : « Les biens, meubles et immeubles des habitants de Sare, n'ont été ni constatés ni légalement décrits ; tous nos meubles et effets mobiliers ont été enlevés et portés confusément dans les communes voisines. Au lieu de les déposer dans des lieux sûrs, on en a vendu une partie aux enchères, et une autre partie sans enchères. »
| Liste des Ezpeletars déportés dans le camp de la commune de Capbreton | Liste des Ezpeletars déportés dans le camp de la commune de Capbreton         |
| --- | ----------------------------------------------------------------------------- |
| Martin Subiburu Sabin Benac Pierre Harguin Raymond Behola Jean Segura, père Jean Segura, fils Saubat Halty Jean Halty, frère Martin Halty Jean Dione Salvat Dione Martin Dibarbehere Jean Gorritz, chirurgien Pierre Segure Jean Gorostarsou Jean Salabery Raymond Hiriart Jean Berindoague Martin Gastambielle Jean d'Amstoy, père Dominique d'Amestoy, fils Pierre Bergara, père Jean Bergara, fils Jean Bidart, père Dominique Bidart, fils Jean Haran | 32 37 53 56 54 16 30 17 27 60 66 48 74 60 40 41 32 30 58 55 15 67 43 66 38 60 |

## Héraldique
| Blason | Blasonnement : D’argent au lion de gueules. |

## Politique et administration

### Liste des maires
| Période                                  | Période   | Identité                     | Étiquette | Qualité           |
| ---------------------------------------- | --------- | ---------------------------- | --------- | ----------------- |
| 1794                                     | 1795      | Hiriart Salvar               |           |                   |
| 1847                                     | 1852      | Segure-Berindoague Dominique |           |                   |
| 1852                                     | 1864      | Diharassarry Jean-Martin     |           |                   |
| 1864                                     | 1881      | David Joseph-Pierre          |           |                   |
| 1881                                     | 1882      | Halsouet Jean                |           |                   |
| 1882                                     | 1890      | David Joseph-Pierre          |           |                   |
| 1890                                     | 1892      | Larronde Jean                |           |                   |
| 1892                                     | 1896      | Carriat Jean                 |           |                   |
| 1896                                     | 1902      | David Joseph-Pierre          |           |                   |
| 1902                                     | 1908      | Halsouet Jean                |           |                   |
| 1908                                     | 1912      | David Joseph-Pierre          |           |                   |
| 1912                                     | 1913      | Daranatz Michel              |           |                   |
| 1913                                     | 1919      | Greciet Guillaume            |           |                   |
| 1919                                     | 1938      | Galan Louis                  |           |                   |
| 1938                                     | 1941      | Halsouet Jean-Baptiste       |           |                   |
| 1941                                     | 1959      | Greciet Georges              |           |                   |
| mars 1959                                | 1968      | Auguste Darraidou            |           |                   |
| 1968                                     | mars 1971 | Georges Greciet              |           |                   |
| mars 1971                                | mars 1989 | Jacques Carriat              |           | Chef d'entreprise |
| mars 1989                                | 2006      | André Darraidou              | REG       | Restaurateur      |
| 2006                                     | mars 2014 | Gracie Florence              | REG       |                   |
| mars 2014                                | En cours  | Jean-Marie Iputcha           | DVG       | Fonctionnaire     |
| Les données manquantes sont à compléter. |           |                              |           |                   |

### Intercommunalité
Espelette fait partie de cinq structures intercommunales :
- la communauté d'agglomération du Pays Basque ;
- le SIVU Artzamendi ;
- le SIVU pour la mise en œuvre du programme Natura 2000 sur le site du massif Montdarrain et de l'Artzamendi ;
- le syndicat d'énergie des Pyrénées-Atlantiques ;
- le syndicat intercommunal pour le soutien à la culture basque.

## Population et société

### Démographie
L'évolution du nombre d'habitants est connue à travers les recensements de la population effectués dans la commune depuis 1793. Pour les communes de moins de 10 000 habitants, une enquête de recensement portant sur toute la population est réalisée tous les cinq ans, les populations de référence des années intermédiaires étant quant à elles estimées par interpolation ou extrapolation. Pour la commune, le premier recensement exhaustif entrant dans le cadre du nouveau dispositif a été réalisé en 2008.

En 2022, la commune comptait 2 094 habitants, en évolution de +1,6 % par rapport à 2016 (Pyrénées-Atlantiques : +3,78 %, France hors Mayotte : +2,11 %).
| 1793  | 1800  | 1806  | 1821  | 1831  | 1836  | 1841  | 1846  | 1851  |
| ----- | ----- | ----- | ----- | ----- | ----- | ----- | ----- | ----- |
| 1 417 | 1 291 | 1 336 | 1 333 | 1 415 | 1 514 | 1 779 | 1 660 | 1 694 |

| 1856  | 1861  | 1866  | 1872  | 1876  | 1881  | 1886  | 1891  | 1896  |
| ----- | ----- | ----- | ----- | ----- | ----- | ----- | ----- | ----- |
| 1 532 | 1 549 | 1 506 | 1 541 | 1 570 | 1 588 | 1 555 | 1 525 | 1 317 |

| 1901  | 1906  | 1911  | 1921  | 1926  | 1931  | 1936  | 1946  | 1954  |
| ----- | ----- | ----- | ----- | ----- | ----- | ----- | ----- | ----- |
| 1 303 | 1 312 | 1 320 | 1 241 | 1 269 | 1 194 | 1 152 | 1 234 | 1 174 |

| 1962  | 1968  | 1975  | 1982  | 1990  | 1999  | 2006  | 2008  | 2013  |
| ----- | ----- | ----- | ----- | ----- | ----- | ----- | ----- | ----- |
| 1 194 | 1 258 | 1 188 | 1 411 | 1 661 | 1 879 | 1 936 | 1 953 | 2 070 |

| 2018  | 2022  | - | - | - | - | - | - | - |
| ----- | ----- | - | - | - | - | - | - | - |
| 1 987 | 2 094 | - | - | - | - | - | - | - |

La commune fait partie de l'aire d'attraction de Bayonne.

### Enseignement
La commune dispose de deux écoles primaires : l'école privée Saint-Étienne et l'école publique du Bourg. Ces deux écoles proposent un enseignement bilingue français-basque à parité horaire.

## Économie
Une carrière de gypse est restée active jusqu'au XIXe siècle et fournissait de la pâte à porcelaine à une manufacture bordelaise (Vieillard et David Johnston)
La commune fait partie de la zone AOP de production du piment d'Espelette.
Outre une activité fortement tournée vers l'agriculture, une industrie de tannerie (tannerie Rémy Carriat) est présente sur la commune.
La commune accueille la société Baskalia (fabrication de fromages) qui fait partie des cinquante premières entreprises agroalimentaires du département. Espelette fait partie de la zone d'appellation de l'ossau-iraty.

## Culte
Espelette dépend de la paroisse Saint-Michel-Garicoïts du diocèse de Bayonne qui regroupe six villages : Aïnhoa, Cambo, Espelette, Itxassou, Louhossoa, Souraïde.

## Culture locale et patrimoine

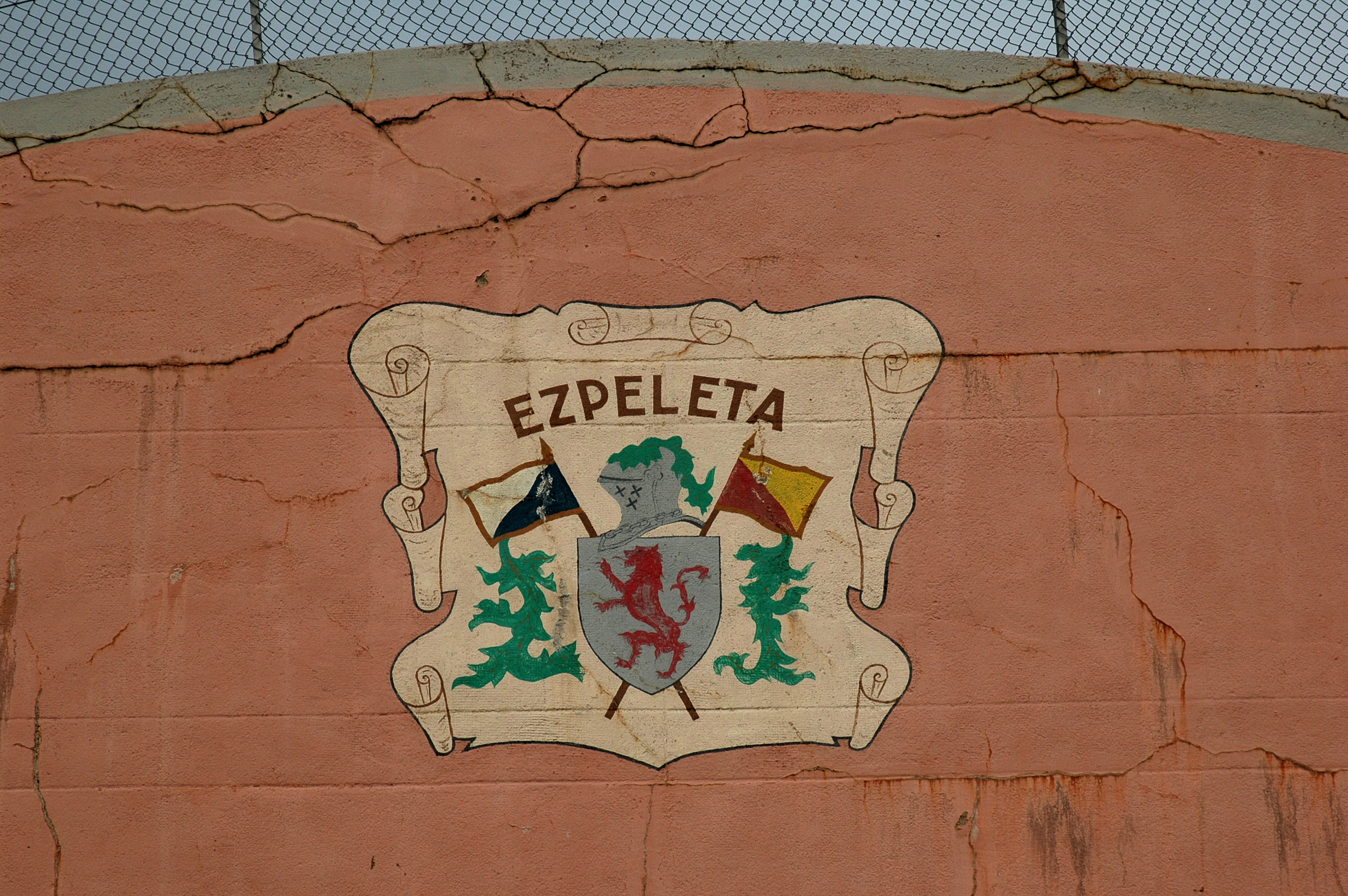
Blason sur un fronton.
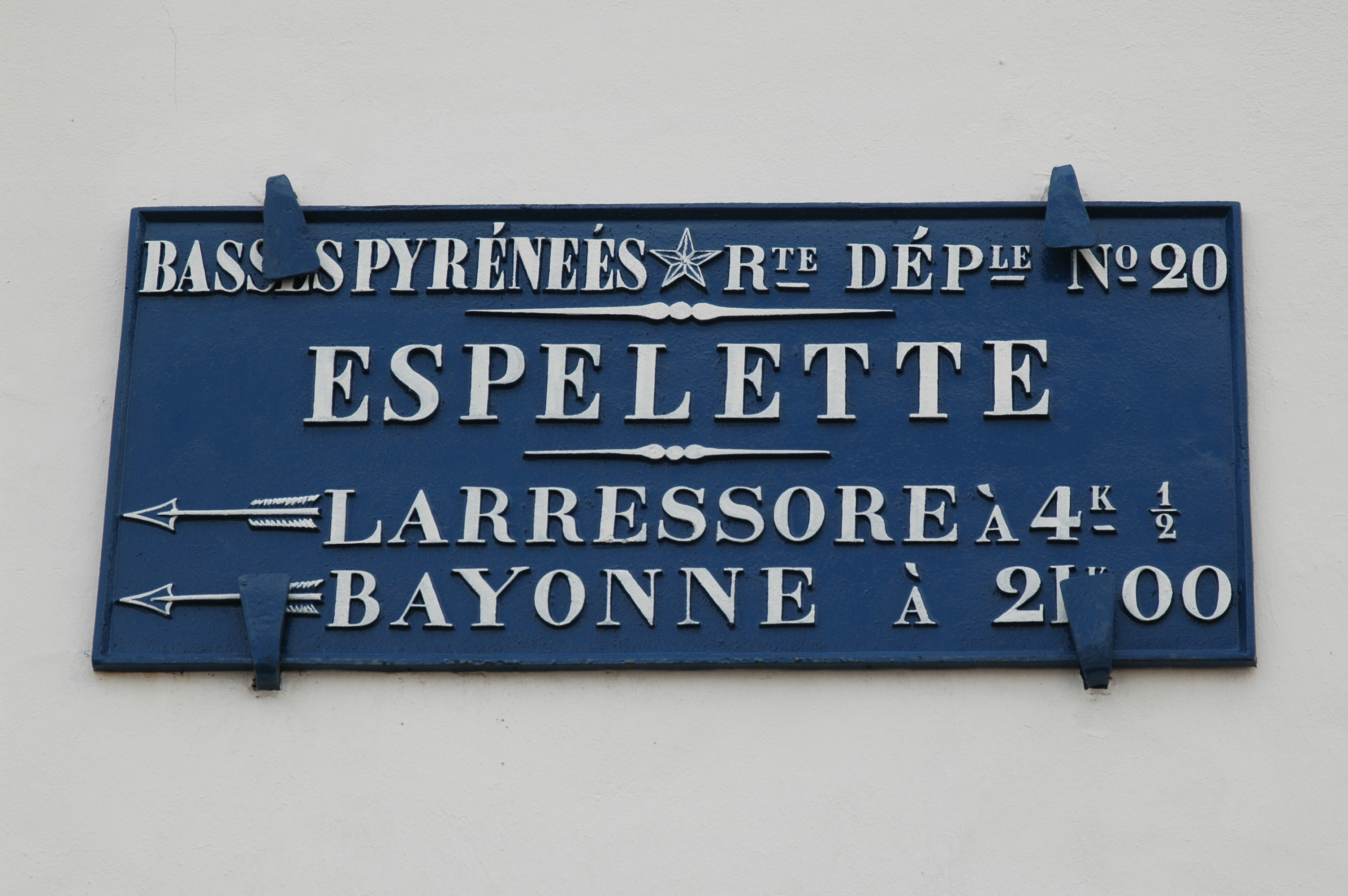
Ancien panneau routier.
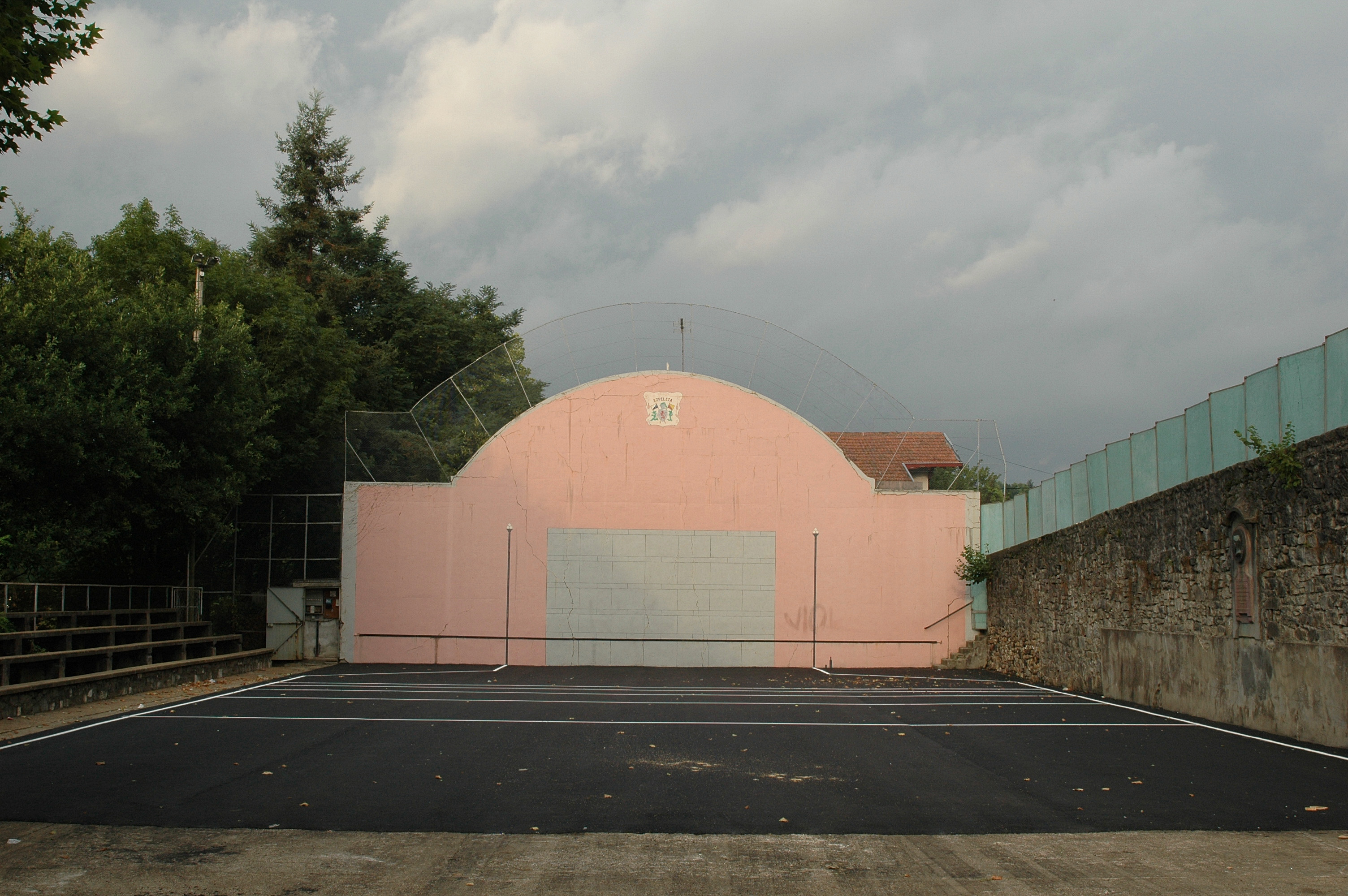
Le fronton, dont la cancha est utilisée également pour la force basque.
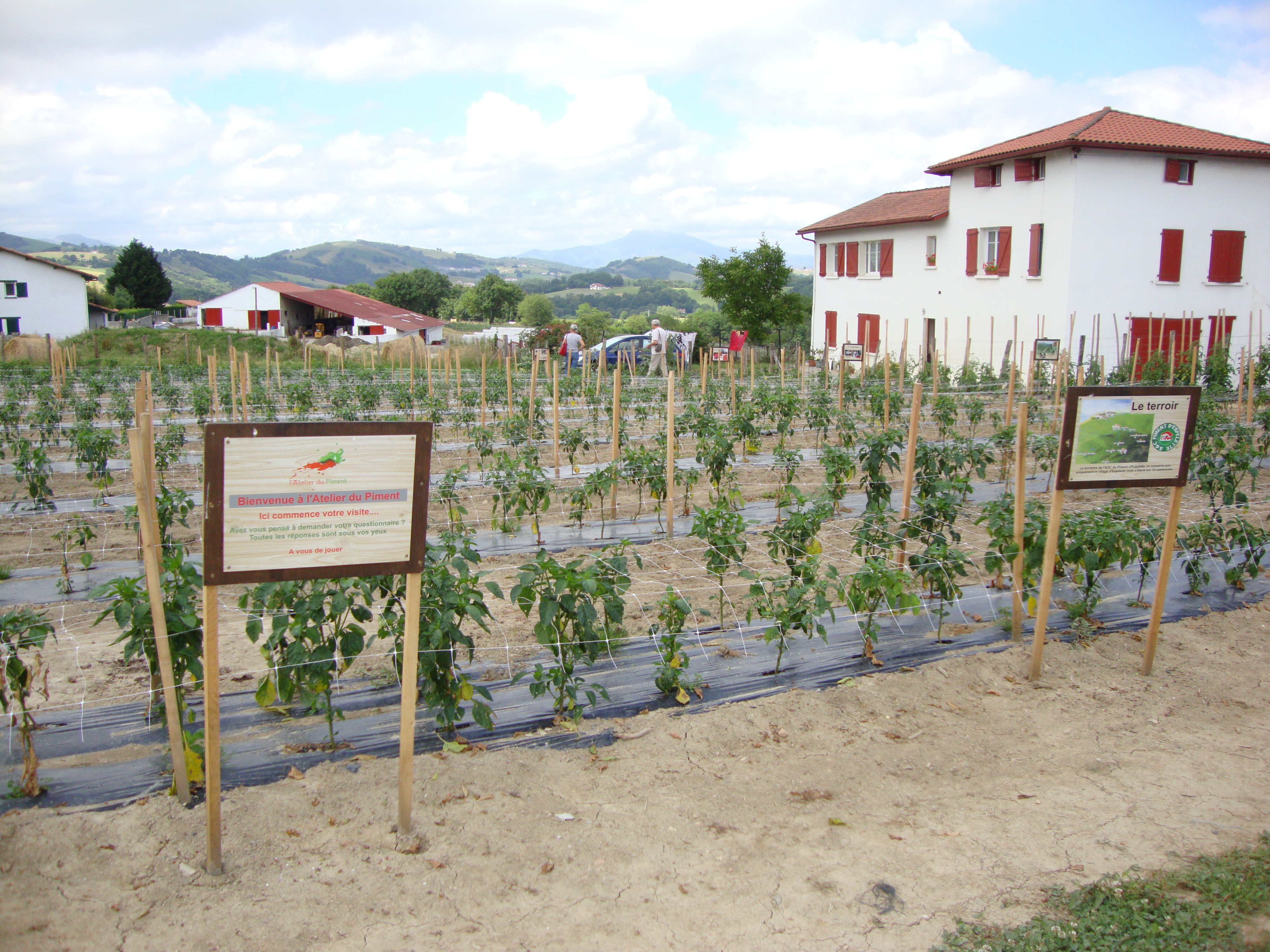
Champ de piments d'Espelette.
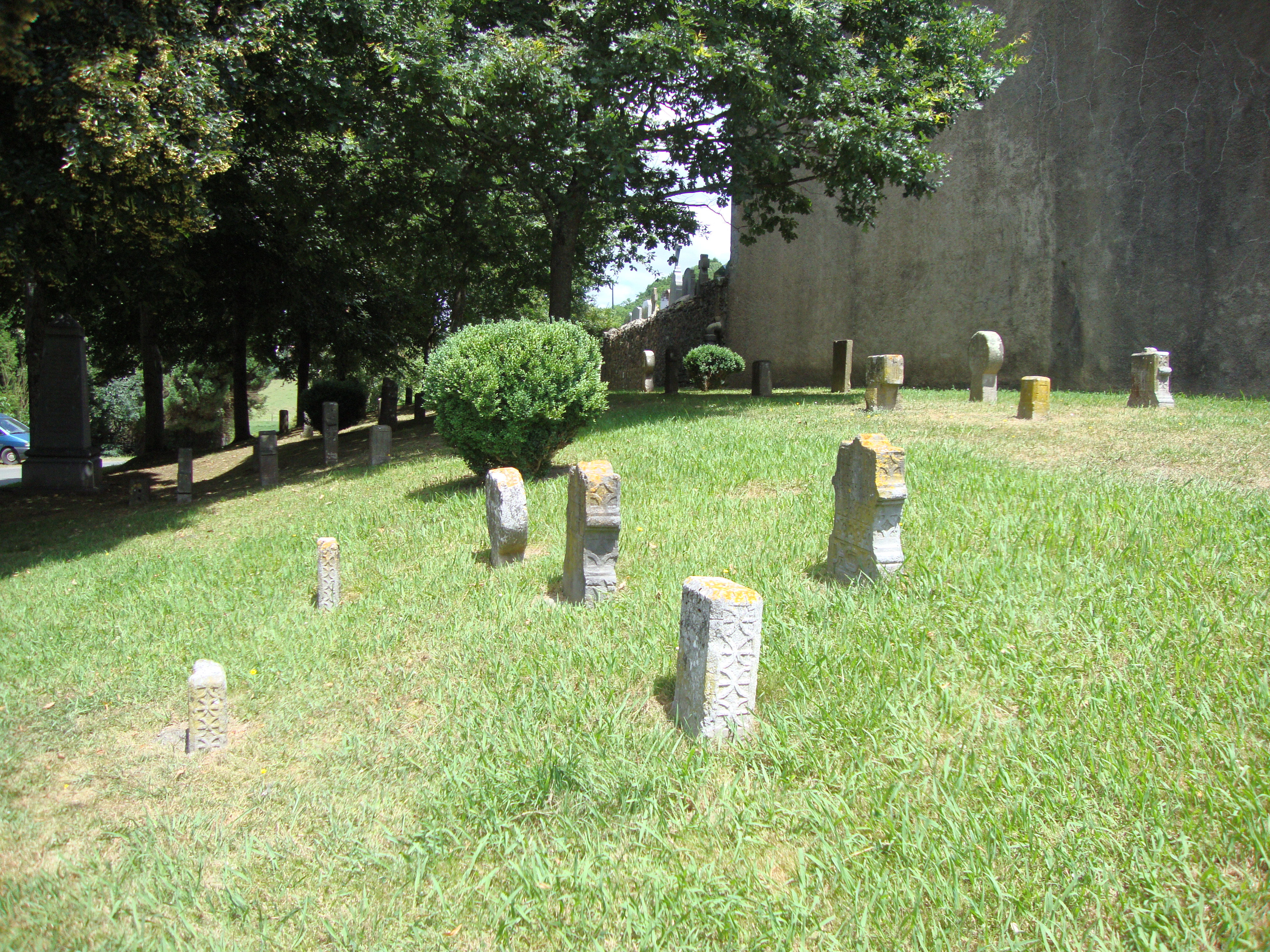
Espelette, partie ancienne du cimetière avec diversité de stèles.

### Langues
D'après la Carte des Sept Provinces Basques éditée en 1863 par le prince Louis-Lucien Bonaparte, le dialecte basque parlé à Espelette est le bas-navarrais occidental.

### Festivités
Chaque année, le dernier week-end du mois d'octobre donne lieu à la traditionnelle fête du piment d'Espelette. Ce rassemblement autour de ce produit local représente plusieurs milliers de visiteurs locaux comme touristes venant dans ce village pour sa renommée gastronomique.

### Gastronomie

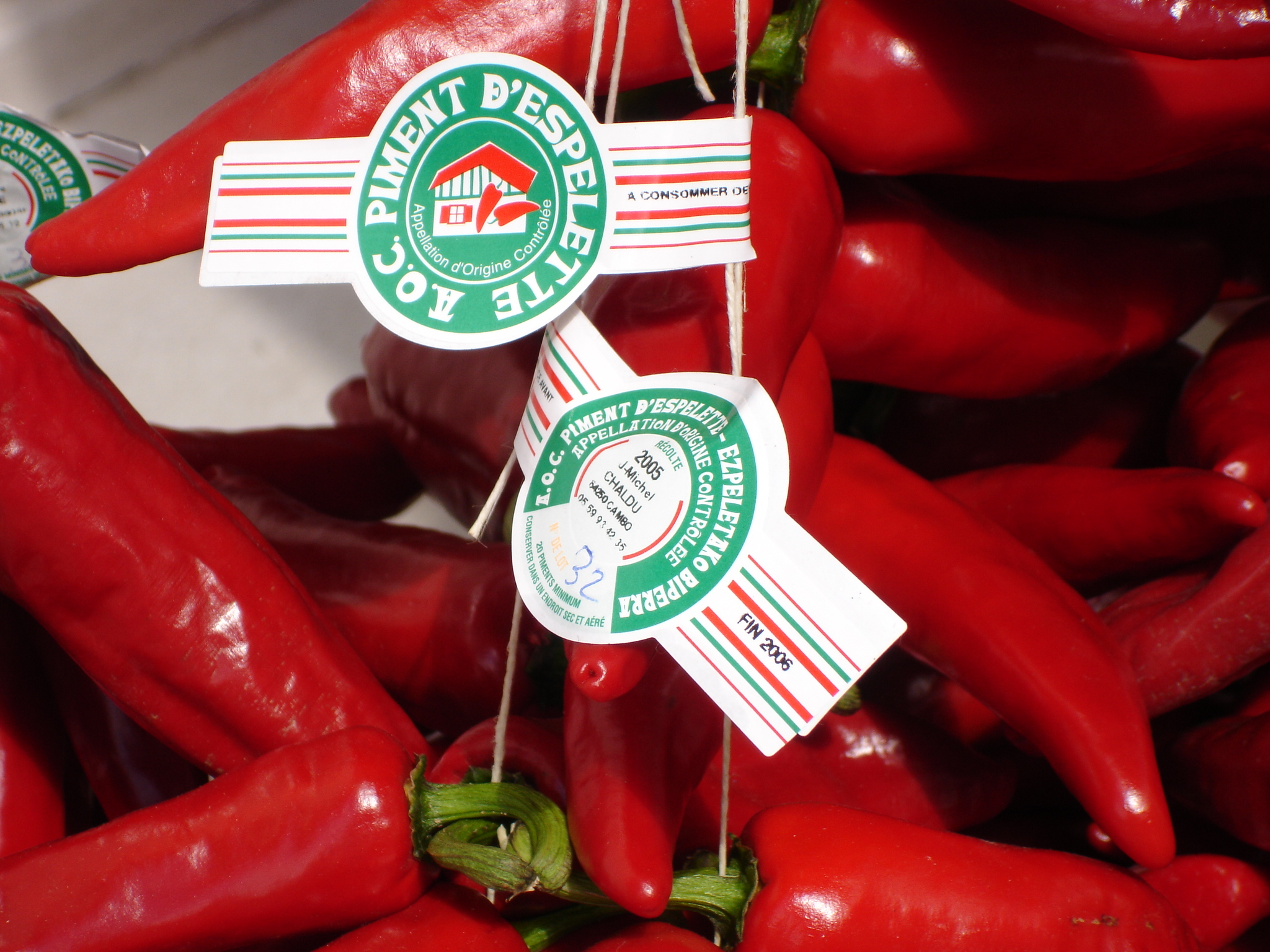
Piment d'Espelette AOP.

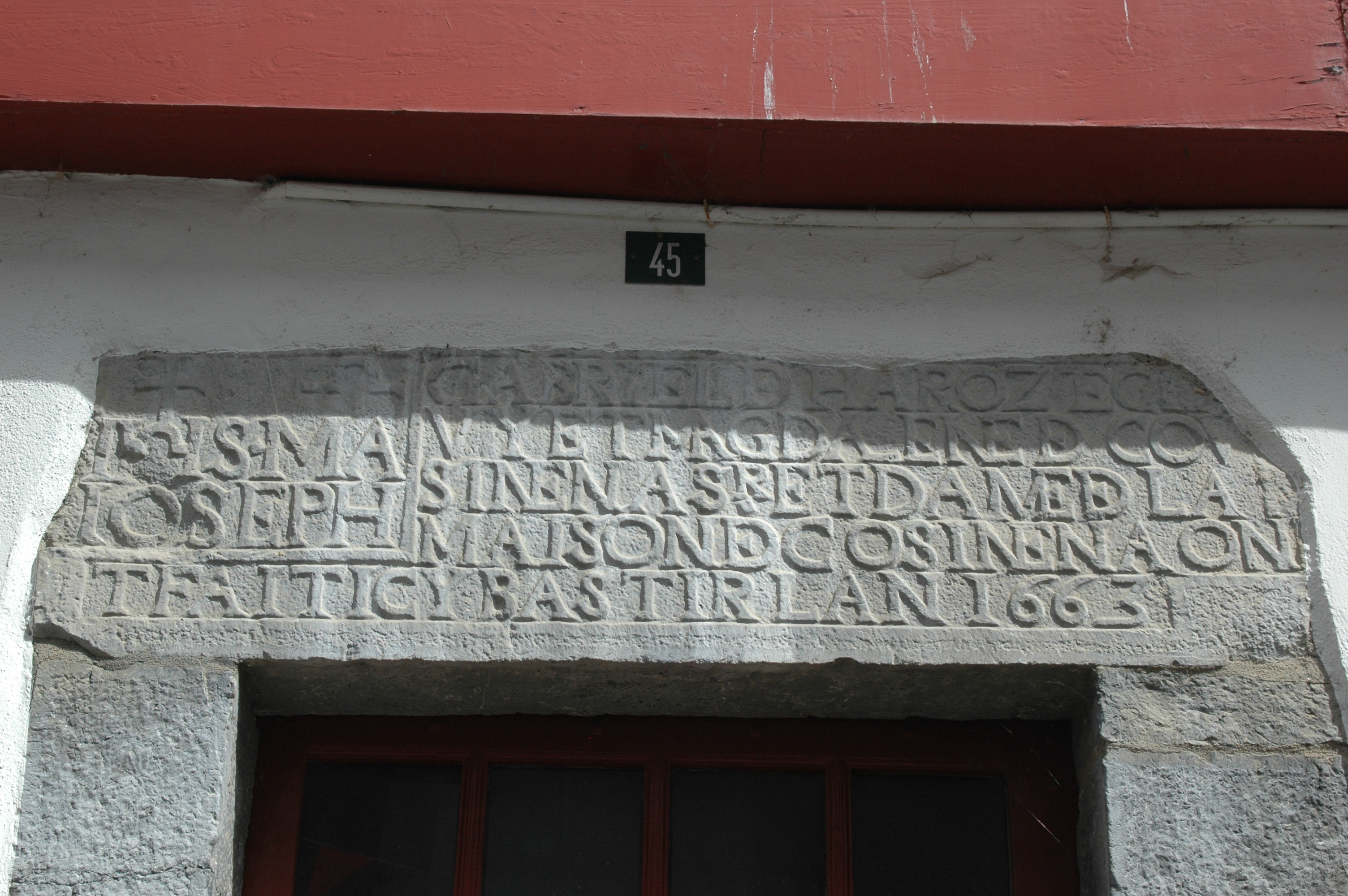
Linteau sculpté datant de 1663.

#### Axoa
L'axoa souvent dit "d'Espelette" est une recette traditionnelle à base de veau.

#### Piment d'Espelette
Le piment d'Espelette a fait la renommée de la commune. À l'échelle de Scoville, il a une valeur de 4, il n'est donc pas plus fort que le poivre. En revanche, il est beaucoup plus parfumé, principalement parce qu'il a longtemps séché au soleil.
Il est utilisé depuis longtemps, cinq siècles  dit-on, à la place du poivre dans toute la cuisine basque. Depuis les années 1980 et sa labellisation AOC officielle le 1er juin 2000, on le trouve dans toute la France.
Le piment d'Espelette relève la piperade, l'axoa, le poulet basquaise, les pâtés, de nombreux plats. Il pimente les toasts de foie gras et contribue à l'élaboration de fonds de sauce.
Il est commercialisé en poudre, en purée, en conserve, dans de l'huile d'olive, dans du vinaigre, en gelée.
Il existe de nombreux produits dérivés élaborés avec le piment d'Espelette, certains tenant du gadget pour touristes (ils sont nombreux à visiter le bourg, qui comporte plusieurs hôtels et restaurants, et affluent pour la fête du piment) : sel, pâtés, foie gras, chocolat, moutarde, ketchup et même vin...
Le piment d'Espelette, apprécié pour ses qualités gustatives, est devenu un condiment indispensable et très répandu aussi bien dans la cuisine des particuliers que celle des grands chefs.

#### Chocolat noir
C'est précisément le 15 novembre 1762, que Étienne Berindoague surnommé Estébé le chocolatier s'installe avec sa pierre à chocolat, son grilloir et ses sacs de fèves de cacao dans la maison Aguerria sur la place du marché.
Avec ses 1 500 habitants répartis en 300 maisons, un marché allait développer le commerce à Espelette avec des marchandises et les clients venus de Cambo, Itxassou, Souraïde, Aïnhoa, Urdax. Le marché est très fréquenté et animé notamment grâce aux marchandises débarqués dans le port de Bayonne et destinées à la ville de Pampelune qui étaient acheminés sur la Nive jusqu'au port d'Ustaritz. De là, à dos de mulets, transitaient vers Larressore, Espelette Ainhoa et Urdax.
En ce début du xixe siècle, deux ateliers sont créés à Espelette, Carriat en 1820 et Behety quelques années plus tard.
Jean Carriat participe en 1864 à la Grande exposition franco-espagnole de Bayonne visitée par le roi d'Espagne. Il est alors récompensé pour sa production par la mention honorable, ex æquo avec Cristobal del Mantérola (de Bayonne) et Fouque (fabrique hydraulique à Pau)
Emportée par les crises et les guerres, l'aventure du chocolat était terminée à Espelette. En 1999 le chocolatier Antton décide de reprendre les rênes de ce qui avait été pendant près de deux siècles le fleuron d’Espelette : le chocolat noir de tradition.
Il crée, de plus, un chocolat des plus originaux en alliant les deux éléments gastronomiques emblèmes d’Espelette : le chocolat et le piment.

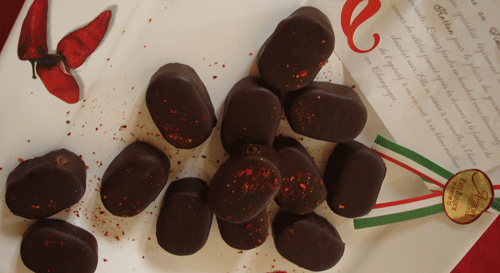
Chocolats au piment d'Espelette.
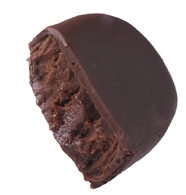
Chocolat au piment d'Espelette.

### Patrimoine civil
L'ancien château des Barons d'Ezpeleta appartient à la commune depuis 1694 à la mort de la dernière baronne, Doña Juliana Henriquez (baronne d'Espelette et vicomtesse du Val de Erro). Il a été inscrit monument historique par arrêté du 22 mars 2007. Le bourg s'est développé à son pied.

### Patrimoine religieux

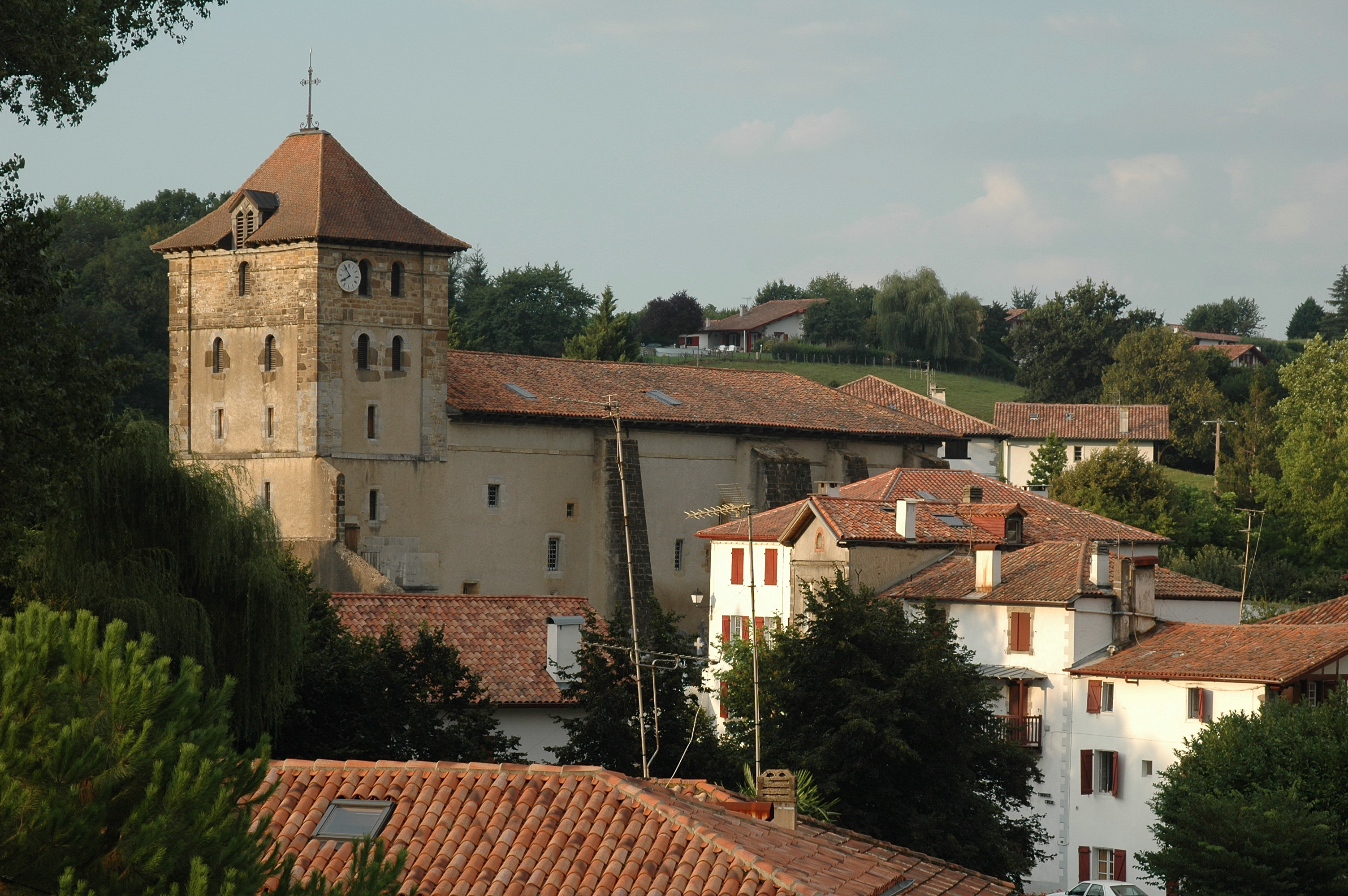
L'église Saint-Étienne.

L'église Saint-Étienne, inscrite aux MH par arrêté du 19 mai 1925, est située à l'écart du bourg ; elle possède un clocher donjon contenant des galeries de bois et des plafonds entièrement peints datant du XVIIe siècle.
Elle recèle un riche mobilier, dont plusieurs éléments classés monuments historiques au titre objet :
- un tableau représentant Saint Jérôme entendant les trompettes du jugement dernier, classé en 1991[71], et attribué à José de Ribera ;
- un lutrin du XVIIIe siècle, classé en 1984[72] ;
- une chaire à prêcher du XVIIe siècle, classée en 1984[73] ;
- un retable du XVIIIe siècle, classé en 1975[74] ;
- un maître-autel du XVIIIe siècle, classé en 1975[75].

Le cimetière contient un tombeau style Art déco réalisé pour Agnès Souret, la première Miss France (1920), habitante d'Espelette et née à Biarritz en 1902 ; ce tombeau a été inscrit MH par arrêté du 18 septembre 2006.

### Patrimoine environnemental

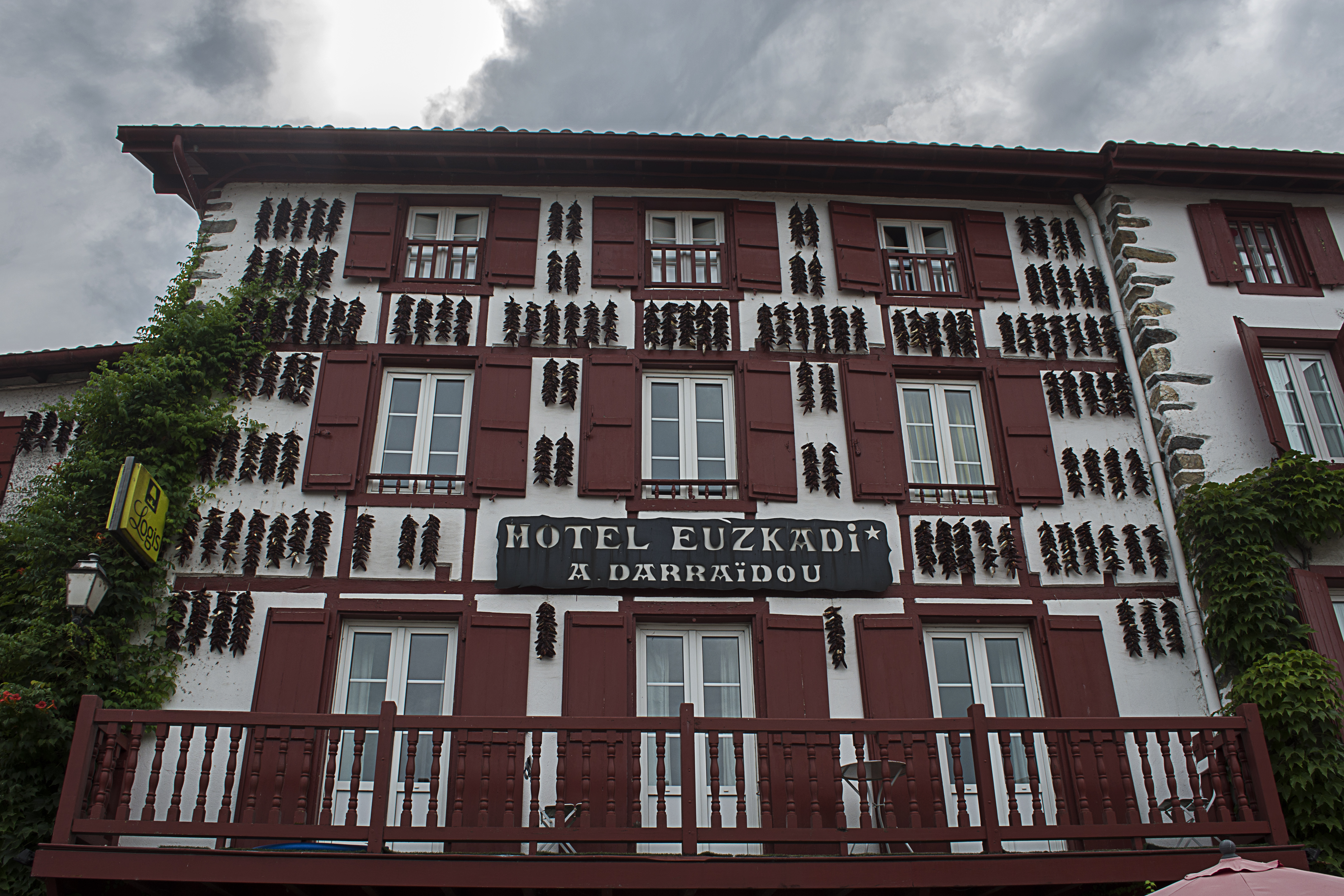
Piments séchant sur une façade
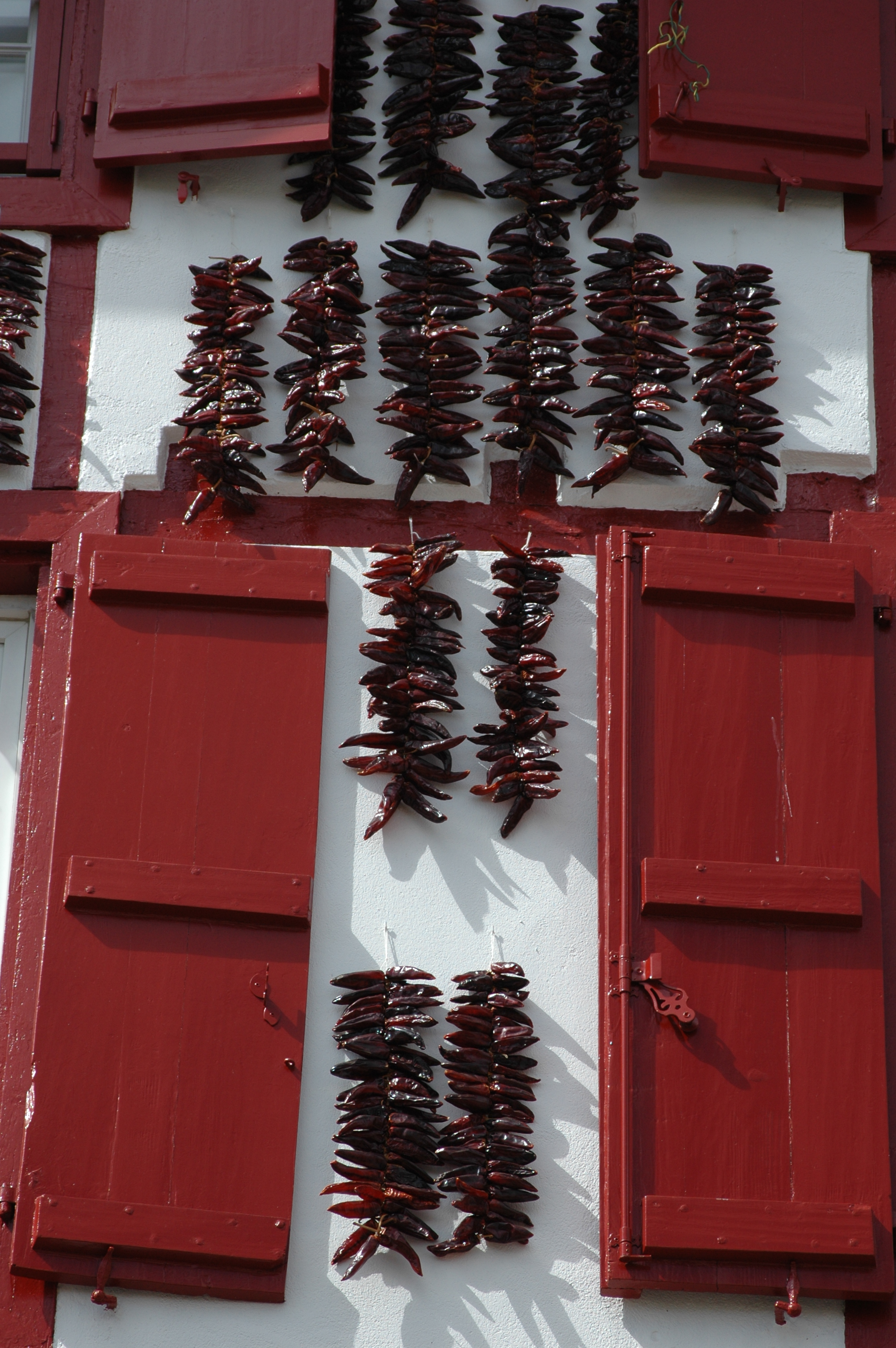
Séchage des piments.

Espelette a reçu le titre de Village coquet de France en 1922 et celui de Prestige de la France en 1955.
Espelette est célèbre pour ses cultures de piment, dont la variété locale a hérité du nom de la commune : piment d'Espelette. Ainsi, dans de nombreux cafés et restaurants de la ville, des grappes de piments sont mises à sécher au plafond, occupant parfois tout l'espace disponible. À partir du mois de septembre, le village devient pittoresque avec des guirlandes de piments sur les façades et balcons des maisons.
Le village est aussi réputé par l'élevage des pottoka. Une foire pour ce petit cheval est organisée les derniers mardis et mercredis de janvier.

#### Randonnées

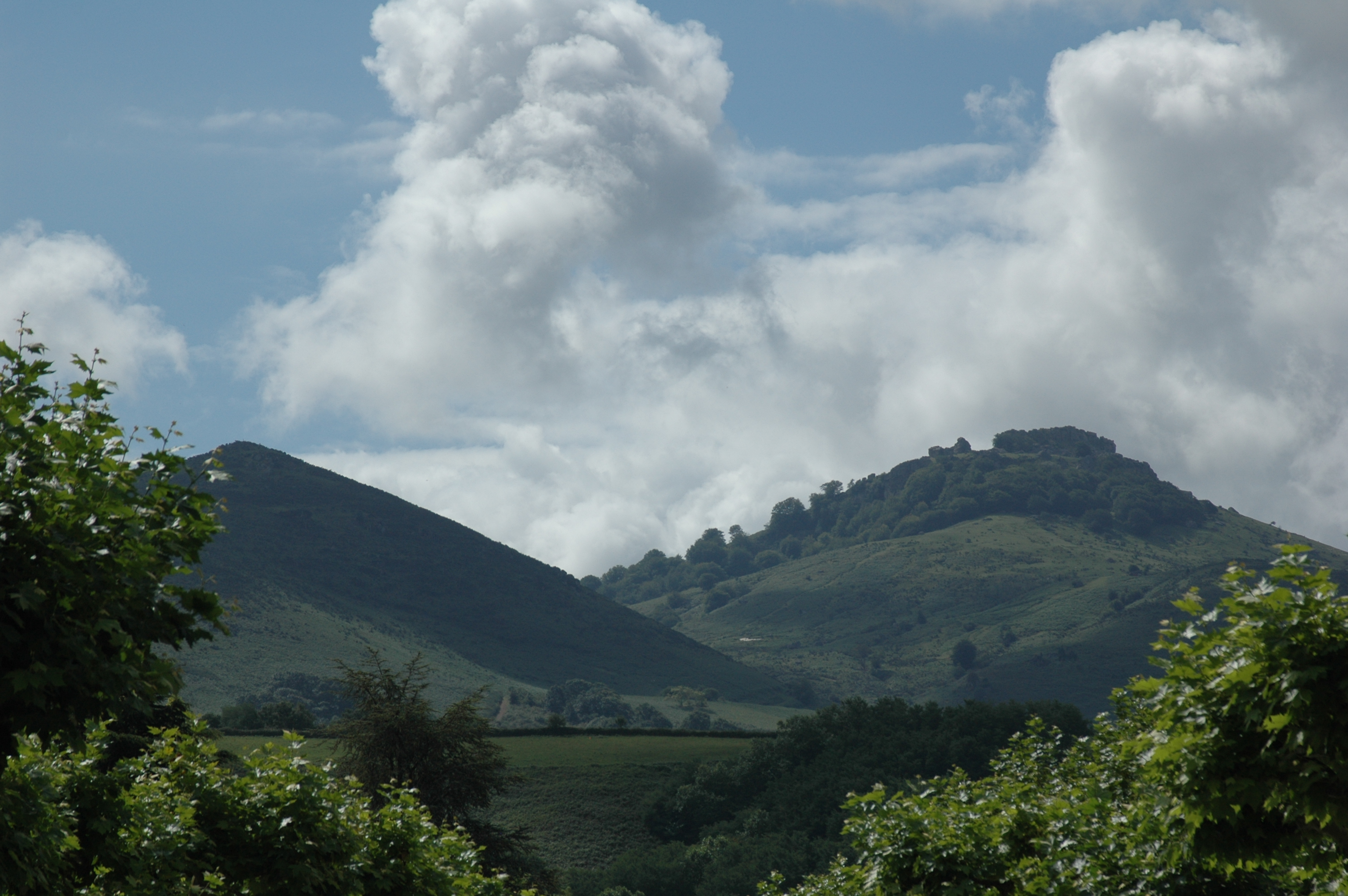
Le Mondarrain vu du village.

Un grand nombre de circuits ont été balisés en moyenne montagne. Ils permettent par exemple de rejoindre Itxassou ou de gravir le Mondarrain (750 m), qui se caractérise par une silhouette symétrique, couronné d'une falaise, et des vestiges de fortification. Le front rocheux du Mondarrain constitué d'une roche gréseuse lui vaut une bonne réputation auprès des varappeurs de la région. Son nom provient du basque arrano mendi (la montagne des aigles).

## Équipements

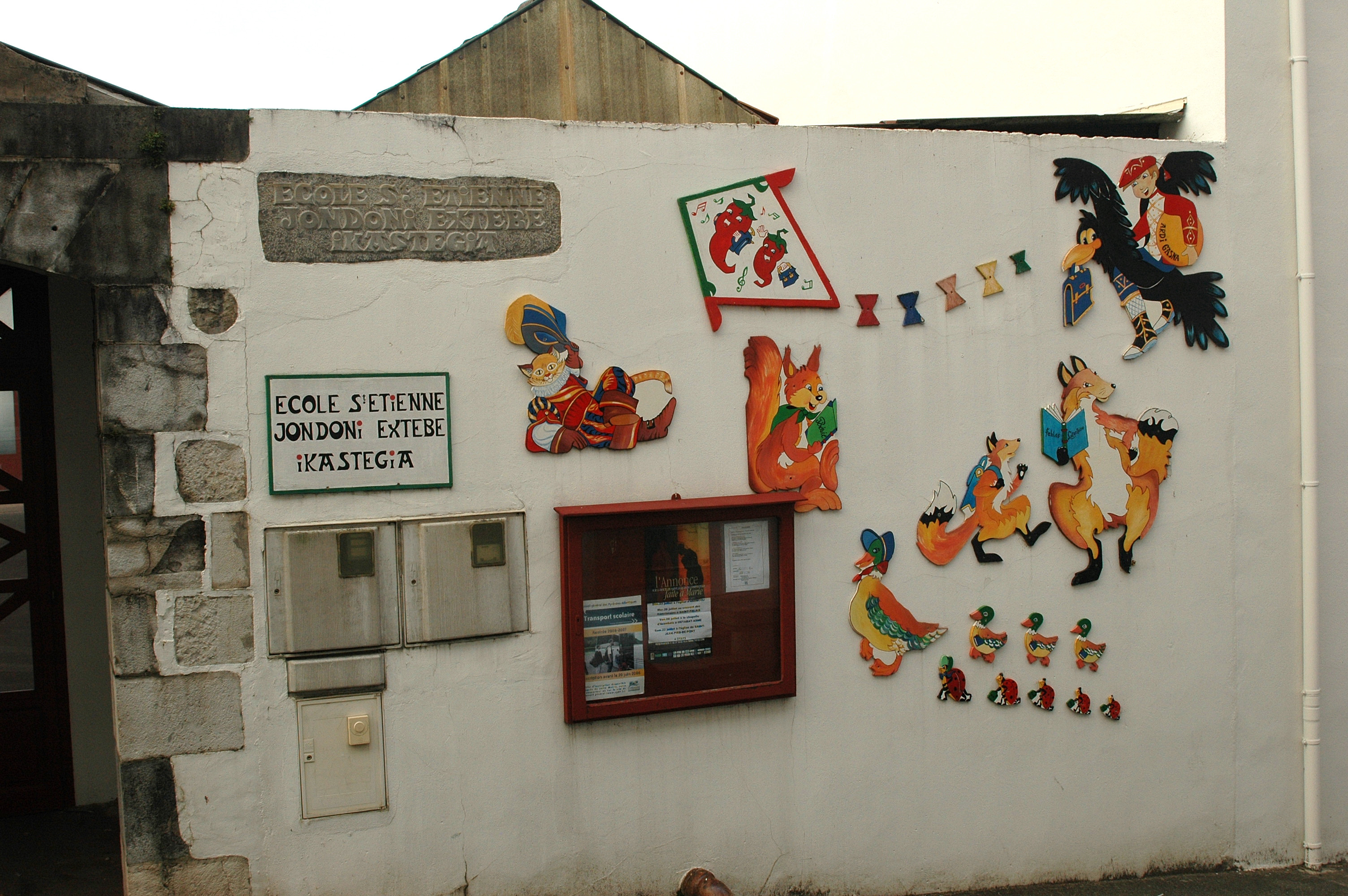
Mur de l'école primaire Saint-Étienne.

### Enseignement
La commune dispose de deux écoles publiques, l'école primaire Basseboure et l'école primaire du Bourg ainsi que d'une école privée sous contrat.

## Personnalités liées à la commune

### Nées auXIXesiècle
- Armand David, né en 1826 à Espelette et décédé en 1900 à Paris, est un missionnaire lazariste, zoologiste et botaniste français ;  envoyé en mission en Chine, ce fut un pionnier de la découverte de la flore et de la faune chinoise, en collectant des centaines d’espèces inconnues de plantes et d’animaux qu’il expédiait au Muséum de Paris.

### Nées auXXesiècle
- Agnès Souret, née à Bayonne en 1902[77] et décédée en septembre 1928 en Argentine, est un mannequin français. Elle est la première Miss France, alors appelée « la plus belle de France ». Au moment de son élection, elle habitait avec sa mère le village d’Espelette, où elle est d’ailleurs inhumée ;
- Jean-Baptiste Harrambillet, né en 1917 à Espelette, est un joueur de pelote basque qui fut champion de France et du monde en trinquet, à main nue ;
- Georges Viers, né en 1910 et décédé en 1998 à Espelette est un professeur honoraire de l'université de Toulouse - Le Mirail et ancien directeur de l'institut de géographie Daniel-Faucher de cette même université ;
- Jean Urkia, né en 1918 à Espelette et mort en 2011 à Montbeton en Tarn-et-Garonne[78] est un évêque catholique français, membre des Missions étrangères de Paris (MEP) et vicaire apostolique de Paksé au Laos de 1967 à 1975 ;
- Roger Etchegaray, (1922-2019) né à Espelette est un cardinal, archevêque émérite de Marseille. Il inaugura la stèle du WWF en hommage au père Armand David.